# Hergensweiler
Hergensweiler è un comune tedesco di 1 767 abitanti, situato nel land della Baviera.